# رونالد ريتشاردز
رونالد ريتشاردز (بالإنجليزية: Ronald Richards) هو محامي أمريكي، ولد في القرن العشرين.

## وصلات خارجية
- الموقع الرسمي